# New Cambria (Misuri)
New Cambria es una ciudad ubicada en el condado de Macon en el estado estadounidense de Misuri. En el Censo de 2010 tenía una población de 195 habitantes y una densidad poblacional de 111,54 personas por km².

## Geografía
New Cambria se encuentra ubicada en las coordenadas 39°46′36″N 92°45′5″O / 39.77667, -92.75139. Según la Oficina del Censo de los Estados Unidos, New Cambria tiene una superficie total de 1.75 km², de la cual 1.74 km² corresponden a tierra firme y (0.44%) 0.01 km² es agua.

## Demografía
Según el censo de 2010, había 195 personas residiendo en New Cambria. La densidad de población era de 111,54 hab./km². De los 195 habitantes, New Cambria estaba compuesto por el 94.36% blancos, el 0% eran afroamericanos, el 0.51% eran amerindios, el 5.13% eran asiáticos, el 0% eran isleños del Pacífico, el 0% eran de otras razas y el 0% pertenecían a dos o más razas. Del total de la población el 3.08% eran hispanos o latinos de cualquier raza.